# Leucania nebulosa
Leucania nebulosa är en fjärilsart som beskrevs av George Francis Hampson 1902. Leucania nebulosa ingår i släktet Leucania och familjen nattflyn. Inga underarter finns listade i Catalogue of Life.